# Raio Piiroja
Raio Piiroja (Pärnu, 11 luglio 1979) è un ex calciatore estone, attuale Presidente del Pärnu.

## Carriera

### Club
Ha iniziato la carriera professionista nella squadra della sua città natale, il Tervis Pärnu. Nel 1997, essa ha cambiato nome, diventando Lelle. È successivamente stato ingaggiato dal Flora Tallinn. Nel 2003, è passato al Vålerenga in prestito, per tornare poi al Flora Tallinn. Nel 2004, è tornato a titolo definitivo in Norvegia, firmando un contratto per il Fredrikstad. Nel 2006, ha segnato una doppietta nella finale dell'edizione stagionale della coppa nazionale. Il Fredrikstad si è imposto per tre a zero sul Sandefjord.

### Nazionale
Piiroja ha indossato la divisa dell'Estonia per 110 volte: solitamente, giocava in difesa in coppia con Andrei Stepanov. È stato il capitano della Nazionale estone, successore in questo ruolo di Mart Poom.

## Palmarès

### Club
- Campionato estone: 2

Flora Tallinn: 2001, 2002
- Supercoppa di Estonia: 1

Flora Tallinn: 2002
- Coppa di Norvegia: 1

Fredrikstad: 2006

### Individuale
- Calciatore estone dell'anno: 5

2002, 2006, 2007, 2008, 2009